# Gecina
Gecina es una empresa inmobiliaria francesa, la tercera en importancia en Europa por valoración de activos.

## Descripción
Gecina firmó en 2002 un acuerdo con el fondo de pensiones estadounidense Westbrook, que compró 3.500 lotes el año siguiente. Tras su adquisición en 2005, la inmobiliaria española Metrovacesa se hizo con el 68,5% del accionariado de Gecina. El coste de la operación fue de 3,8 millones de euros. Sin embargo, el grupo español no quiso fusionarse con Gecina porque quisieron mantener un free float de alrededor del 40% de la propiedad francesa. En el año 2008 llegó a ser la mayor empresa inmobiliaria de la Unión Europea por valoración de activos, tras superar a las británicas Land Securities y British Land.
Gecina se basa en su patrimonio diversificado, que se define como uno de los líderes de la zona euro, con su patrimonio dividido en oficinas, residencias, logística, centros de salud y hoteles. Gestionan activos, explotan inmuebles, reestructuran activos y comercializan. Sus 12.000 mill.€ en patrimonio se distribuyen de la siguiente manera:
- 56,7% oficinas
- 36,0% residencias
- 7,3% otros campos

Geográficamente se reparten en:
- París: 54,1%
- Región Parisina: 36,5%
- Lyon: 4,3%
- Otros: 5,1%

### Datos bursátiles
- Las acciones cotizan en la Bolsa de París
- Miembro del índice CAC Next 20
- Código ISIN = FR0010040865
- Valor nominal = euro
- Accionistas Principales (2005): Metrovacesa 68,5%, Credit Agricole 5%, el 26,5% free float.

Dos firmas controladas por Joaquín Rivero y la familia Soler han presentado uno de los mayores concursos de acreedores de la historia empresarial española. Alteco y MAG Import, accionistas destacados esta inmobiliaria de  han acudido a los juzgados de lo Mercantil con un pasivo de 1.625 millones de euros, según fuentes financieras.